# Primo (cognome)
Primo è un cognome di lingua italiana.

## Varianti
Amprimo, Bombrini, Di Prima, Di Primo, Diprima, Diprimo, Premoli, Primaticcio, Primerani, Primerano, Primi, Primiani, Primiano, Primiera, Primieri, Primiero, Primoli, Primos, Primosi, Primus.

## Origine e diffusione
Cognome tipicamente panitaliano, compare prevalentemente in Italia centro-settentrionale.
Potrebbe derivare dal prenome Primo.
La variante Primi è panitaliana; Primerano è meridionale; Primos e Primus sono friulani; Bombrini è centro-settentrionale; Primaticcio è emiliano e toscano.